# ナトラム・ゴドセ
ナトラム・ヴィナヤック・ゴドセ（Nathuram Vinayak Godse、マラーティー語: नथुराम विनायक गोडसे、1910年5月19日 - 1949年11月15日）は、1948年1月30日にニューデリーでマハトマ・ガンディーを暗殺した、ヒンドゥー・ナショナリズムを信奉する右翼の活動家。ゴドセは、至近距離から、ガンディーの胸部に3発の銃弾を撃ち込んだ。ゴドセは、右翼のヒンドゥー・ナショナリズム結社である
民族義勇団の元メンバーで、インド・パキスタン分離独立の過程で、ガンディーがインドのムスリムたちの政治的要求を支持していると考えていた。
1949年11月8日にゴドセに死刑判決が下されると、ガンディーの息子たちから減刑を求める嘆願が出されたが、これは却下された。ゴドセは、1949年11月15日に絞首刑となった。

## 生い立ち
ナトラム・ヴィナヤック・ゴドセは、マラーター・チットパーワンのバラモンの一家に生まれた。父ヴィナヤック・ヴァマンラオ・ゴドセ (Vinayak Vamanrao Godse) は郵便局員で、母はラクシュミ (Lakshmi)、旧姓ゴダヴァリ (Godavari) といった。生まれた時には、ラマチャンドラ (Ramachandra) と名付けられた。
ナトラムにこの名が与えられたのは、不運な事情のためであった。彼が生まれる前、両親には既に息子3人と娘1人をもうけていたが、男の子たちはいずれも夭折していた。男の子を狙った呪いがかけられているのではないかと恐れた両親は、幼いラマチャンドラを、生まれてから数年間、女の子として育て、鼻にピアスを施し、マラーティー語で「ナト (Nath)」と呼ばれる鼻輪を付けていた。このため彼は「ナトをつけたラマチャンドラ」という意味で「ナトラム」と呼ばれるようになった。やがて弟が生まれると、両親は彼を男の子として扱うようになった。
学校で学んでいた頃のゴドセは、ガンディーを大いに尊敬していた。

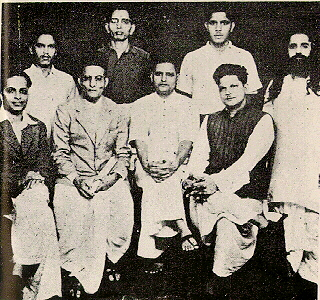
マハトマ・ガンディーの暗殺に関わったとして告発された面々の集合写真。
（後列左から、シャンカール・キスタイヤ、ゴパル・ゴドセ、マダン・ラル・パーワ、ディガムバール・バッジ、前節左から、ナラヤン・アプテ、ヴィナヤック・サーヴァルカル、ナトラム・ゴドセ、ヴィシュヌ・カルカレ）

## 政治活動と信条
ゴドセは高校を中退し、ヒンドゥー・ナショナリズムを信奉する組織である民族義勇団 (RSS) と、時期ははっきりとしていないがヒンドゥー大連盟にも加入して、活動家となった。
ゴドセは、ヒンドゥー大連盟の新聞として、マラーティー語の『Agrani』を創刊し、同紙は数年後に『Hindu Rashtra』と紙名を改称した。ゴドセは、ガンディーの哲学を拒み、ガンディーは様々な問題に関して「死に至る断食 (fasting unto death)」を用いることでヒンドゥー教徒の利益を何度も損なってきたと考えるようになっていた。ゴドセには反国民的と思われた様々な（ヒンドゥー教徒以外の）利益にガンディーは屈してきたのだ、と彼は考えていた。

## 民族義勇団 (RSS) のメンバーとして
ゴドセは、1932年にサーングリー（マハーラーシュトラ州）で、「boudhik karyawah」（「基礎作業員」の意）として民族義勇団に加入し、並行して同じく右翼団体であるヒンドゥー大連盟のメンバーとしても活動した。ゴドセは自分の考えを広めるために、しばしば新聞に記事を書いた。当時、ゴドセとM・S・ゴールワルカール（RSS総裁 Sarsangchalak）はしばしば共同作業をしており、ババラオ・サーヴァルカルの著作『Rashtra Mimansa』の英訳もおこなった。1940年代はじめ、ゴドセは、自らが主宰する組織として「Hindu Rashtra dal」を準備し、1942年のダシャラー祭の日にこれを立ち上げたが、その後しばらくはRSSとヒンドゥー大連盟のメンバーに留まった。
1946年、インド・パキスタン分離独立問題についての見解の相違から、ゴドセはRSSとヒンドゥー大連盟を離れた。他のRSSのメンバーの多くとの関係は悪化し、ゴドセはRSSが立場を軟化させていると感じた。

## ガンディー暗殺
ゴドセは、ナラヤン・アプテほか6人とともに暗殺計画を練っていた。
1948年1月30日、夕べの祈りの最中だった17時17分、ゴドセはガンディーに近づいた。ゴドセがお辞儀をすると、ガンディーに付き添って介助していた若い女性が「お兄さん、お父さん（＝ガンディー）はもう遅れています (Brother, Bapu is already late)」と言ってゴドセを離そうとしたが、彼は彼女を押し退け、ガンディーの胸部を至近距離から3度、半自動式拳銃ベレッタM1934で撃った。当時デリーのアメリカ合衆国大使館に副領事 (vice-consul) として勤務していた若きハーバート・レイナー・ジュニアは、真っ先に前に進み出てゴドセの両肩を掴み、ゴドセを振り回して居合わせた軍人たちに捕らえさせ、軍人たちはゴドセを武装解除した。レイナーは、軍と警察がゴドセを連行するまで、ゴドセの首と肩を掴んで離さなかった。ガンディーは、ビルラ・ハウスの自室に運ばれたが、程なくして死去した。

## 裁判と処刑
ゴドセは、シムラーのピーターホフに入っていたパンジャブ高等裁判所 (Punjab High Court) で裁判を受けた。1年以上の裁判の結果、1949年11月8日に死刑判決が下された。ガンディーの二人の息子たち、マニラル・ガンディーとラムダス・ガンディーから減刑を求める嘆願が出されたが、インドの首相ジャワハルラール・ネルー、副首相ヴァッラブバーイー・パテール、インド連邦総督チャクラヴァルティー・ラージャゴーパーラーチャーリーは、これを却下した。ゴドセは、アムバラ中央刑務所 (Ambala Central Jail) で、1949年11月15日に絞首刑となった。39歳であった。他に1名が共犯として絞首刑になり、また、ゴドセの弟は武器を運んだとして有罪となった。後に、ゴドセの弟はジャーナリストの取材に対し、暗殺は必要だったと主張したものの渋々語ったとされ、決して暗殺を誇ってはいなかったようである。

## その後
何百万人ものインド人たちが、ガンディーの暗殺を悲しんだ。ヒンドゥー大連盟は非難され、民族義勇団は一時的に禁止された。しかし、捜査の結果、ゴドセの企てを民族義勇団の組織が正式に支援していたことはもちろん、知っていたことにも証拠が出てこなかった。RSSへの禁止措置は、1949年に解かれた。
その後もRSSは、ゴドセとの関係を否定しており、かつて彼がメンバーであったということにも疑義があるとしている。ゴドセの弟ゴパル・ゴドセは、暗殺の当時ゴドセ家の兄弟は全員がRSSのメンバーだったと主張している。ゴドセの甥であるサティヤキ・サーヴァルカル (Satyaki Savarkar) は、ゴドセが1946年にヒンドゥー大連盟の職から降りていたと述べ、彼はRSSには批判的で、RSSとの結びつきに不満を持っていたものの、正式な脱退の手続きはとっていなかったとしている。

## 復権への動き
2014年、インド人民党が政権に就くと、ヒンドゥー大連盟はゴドセの復権を試み、彼を愛国者として讃えるようになった。ヒンドゥー大連盟はナレンドラ・モディ首相に、ゴドセの胸像を設置するよう求めた。2015年1月30日、ドキュメンタリー映画『Desh Bhakt Nathuram Godse』（「愛国者ナトラム・ゴドセ」の意）が、ガンディー暗殺の日にあわせて公開された。ゴドセを祀る寺院を建設し、1月30日を「Shaurya Diwas」（「勇気の日」の意）としようとする試みも何度かあった。プネーの裁判所には、このドキュメンタリー映画の上映を禁じる措置を求める民事訴訟が起こされた。

## 関連作品
- マラーティー語の劇『Me Nathuram Godse Boltoy』（「こちらナトラム・ゴドセ」の意）は、ゴドセの立場から制作され、1997年に初演された[25]。
- 2000年の映画『ヘー・ラーム』では、暗殺に関する短い描写がある。
- ゴパル・ゴドセの著書『Gandhi Vadh aur Main』（1967年）[26][27]
- スリャ・バルティ (Surya Bharti) の劇『May It Please Your Honor』（2003年）- 発売禁止となった書籍の内容に基づく劇[28]
- スタンリー・A・ウォルパート（英語版）の小説『Nine Hours to Rama』（1962年）[29]

## 関連文献
- Elst, Koenraad, Gandhi and Godse – a Review and a Critique, Voice of India, 2001. ISBN 81-85990-71-9
- Godse, Nathuram, Why I Assassinated Mahatma Gandhi, Surya Bharti, Delhi, India, 2003. OCLC 33991989
- Godse, Nathuram May it Please Your Honor!, Surya Bharti, India, 2003
- Khosla, G.D., Murder of the Mahatma and Other Cases from a Judge's Notebook, Jaico Publishing House, 1968. ISBN 0-88253-051-8
- Malgonkar, Manohar (2008). The Men Who Killed Gandhi, New Delhi: Roli Books, ISBN 978-81-7436-617-7
- Phadke, Y.D., Nathuramayan
- Pradeep Dalvi’s, "Me Nathuram Godse Boltoy" narrations by robby Raju pathak